# Ramavarappadu
Ramavarappadu là một thị trấn neighbourhood thuộc huyện Krishna, bang Andhra Pradesh. Nó là khu đô thị của thành phố Vijayawada, thuộc mandal Vijayawada Rural.